# 苞序葶苈
苞序葶苈（学名：Draba ladyginii），为十字花科葶苈属下的一个植物种。